# ТЕС Делімара
ТЕС Делімара — теплова електростанція на Мальті, розташована на східному завершенні острова поблизу селища Марсашлокк.

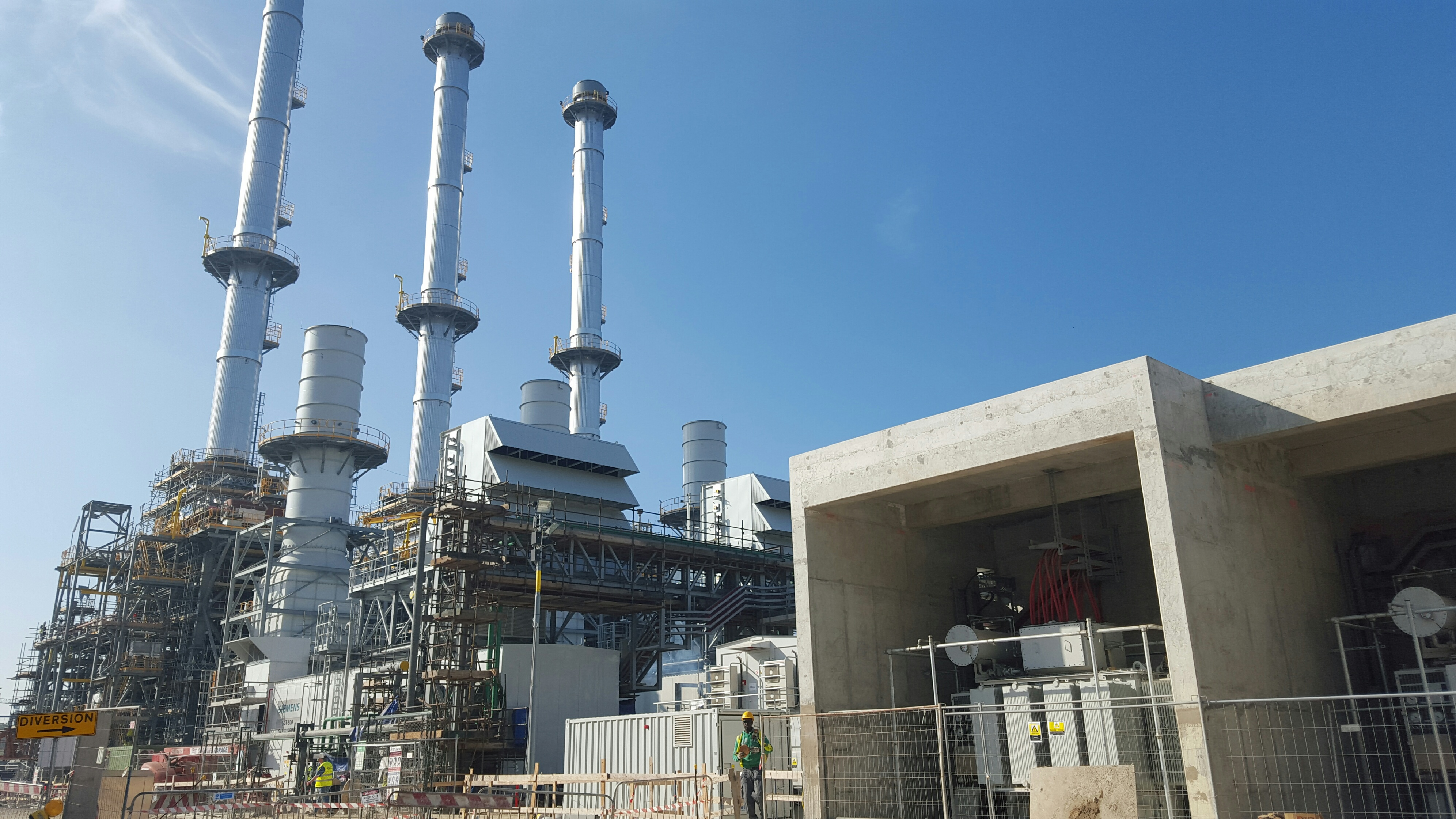
Парогазовий блок четвертої черги

Першу чергу станції ввели в експлуатацію у 1992 році з двома класичними паровими турбінами потужністю по 120 МВт. Видалення продуктів згоряння із її котлів відбувалось за допомогою димаря діаметром 12 метрів та висотою 150 метрів, який був найвищою спорудою країни.
У 1994 році стала до ладу черга 2А, обладнана встановленими на роботу у відкритому циклі двома газовими турбінами MS6001B потужністю по 37 МВт, постаченими британською John Brown (ліцензія General Electric). Введена в експлуатацію у 1999 році черга 2В також мала дві газові турбіни того ж типу потужністю по 38,5 МВт, виготовлені по ліцензії італійською Nuovo Pignone, проте вони через котли-утилізатори Stork Ketels живили одну парову турбіну General Electric із показником 38 МВт.
У 2012-му майданчик доповнили третьою чергою із 8 генераторних установок із двигунами внутрішнього згоряння Wartsila, відпрацьовані якими продукти згоряння через котли-утилізатори Aalborg живлять одну парову турбіну Dresser Rand потужністю 13,2 МВт. Як і всі попередні черги, третя первісно розраховувалась на використання нафтопродуктів. Утім, у межах проєкту створення терміналу для імпорту зрідженого природного газу Делімара чотирьом із двигунів надали можливість споживати також блакитне паливо (їх потужність рахується по 16,6 МВт), тоді як чотири інші залишились однопаливними (потужність по 18,3 МВт).
У комплексі із зазначеним вище терміналом у 2017 році запустили розраховану на споживання природного газу четверту чергу номінальною потужністю 205 МВт, яка використовує технологію комбінованого парогазового циклу. Вона має три газові турбіни Siemens SGT-800 потужністю по 50,5 МВт, котрі через котли-утилізатори Aalborg живлять одну парову турбіну Siemens SST-900 із показником до 66 МВт. Особливістю цього парогазового блоку є те, що охолоджена під час регазифікації ЗПГ водно-гліколева суміш спрямовується до блоку забору повітря для ТЕС, де повторно нагрівається. Така теплообмінна система дає змогу збільшити ефективність роботи обладнання електростанції.
Поява четвертої черги дозволила почати у 2016 році демонтаж першої черги, крім того, вивели в резерв черги 2А та 2В.
Видача продукції станції відбувається по ЛЕП, розрахованій на роботу під напругою 132 кВ.